# 魔女と勇者
『魔女と勇者』（まじょとゆうしゃ、英題: Witch & Hero または Witch and Hero）は、日本のインディーゲームスタジオRSFが開発したアクションゲーム、及びシリーズ名。略称は「まじょゆう」。
本稿では、シリーズ作品の『魔女と勇者II』（まじょとゆうしゃ に、英題: Witch & Hero 2）と『魔女と勇者III』（まじょとゆうしゃ さん、英題: Witch & Hero 3）についても記述する。

## 概要
本シリーズのシステムはプレイヤーキャラクターの勇者を操作して次々に現れる敵を倒すアクション要素を基本としているが、ともに行動する魔女を多くの敵の攻撃から守るという、いわゆるタワーディフェンスの要素も含んでいる。物語の中では、この魔女と勇者の冒険がコミカルに描かれている。
シリーズを通して1980年代のゲームソフトを彷彿とさせるドット絵や楽曲が用いられており、ニンテンドー3DS（以下3DS）版を発売しているフライハイワークスの公式サイトでは「8Bitテイストアクションゲーム」と表現している。
本シリーズのBGMは、音楽素材の個人制作を行う「PANICPUMPKIN」が手がけている。1作目、及び2作目のiOS版ではPANICPUMPKINのサイトで無料公開している素材曲を使用し、2作目の3DS版以降は新たに制作された専用の楽曲を用いている。

## 魔女と勇者
『魔女と勇者』はiOS、ニンテンドー3DS、Steam、Nintendo Switch向けに配信された。このうちiOS版は配信を終了している。

### ストーリー
その昔、あるところでメデューサという魔物が現れ、手下を仕向けて近くの村を荒らし始めた。村の長老は魔女と勇者にメデューサの討伐を依頼、2人はメデューサの居城に向かい対決した。しかし、メデューサの力により魔女は石化、勇者は力を奪われ、その場からの撤退を余儀なくされる。態勢を立て直した勇者は、石化した魔女と共に再びメデューサのもとへ旅立った。

### システム
複数のステージを順番にクリアしていき、最終ステージのメデューサの撃破を目指す。各ステージはスクロールをしないトップビュー（正面見下ろし型）の固定画面で表示され中央には石化した魔女が立っている。この魔女をめがけて多くの敵が四方八方から現れるため、勇者はこれらを倒しながら魔女を守り続けることになる。一定時間経過後に現れる巨大なボスを倒すとステージクリアとなる。
敵への攻撃は主に勇者の体当たりで行う。敵にダメージを与えるのと同時に勇者もダメージを受ける。敵の背後から攻撃するとより多くのダメージを与えることができる。
敵を倒すとお金、経験値、回復薬、またはこれらが入った宝箱、魔物の血が現れる。このうち「魔物の血」は魔女に渡すと「魔法メーター」が増加し、これが満タンになると一時的に魔女の石化が解け魔法を使用できる。魔法は、高威力の炎を前方に放つ「ファイア」と低威力ながら広範囲を攻撃する「タイフーン」の2種類がある。魔法使用時の魔女はその場を動けないものの旋回して向きを変えることができる。
ゲームの中盤で特別な剣「せいけん」を入手するとステージのプレイ中に「せいけんメーター」が溜まっていき、満タンの状態で「せいけんのちから」を発動できる。この時、一時的に勇者の体力が減らなくなり、勇者の移動速度と魔女の魔法の威力が大幅に上昇する。
魔女と勇者にはそれぞれ体力が設定されている。魔女の体力が尽きるとゲームオーバーになる一方、勇者の体力が尽きた際には操作不能の「ダウン状態」が数秒間続いた後、体力が満タンの状態で復活する。
店でお金を支払うことで「ソード」（攻撃力）、「シールド」（守備力）、「ブーツ」（移動速度）のステータスの強化や魔法の威力の強化（ダメージ増加・効果範囲拡大）を行うことができる。
ゲームクリア後に表示されるコマンドをタイトルで入力すると敵が強くなった裏モードに移行できる(もう一度入力すると通常モードに戻れる)。
更に制限時間内にモンスターを倒してスコアを稼ぐ「じげんのとう」とどれだけ長く生き延びられるかを競う「しれんのとう」が追加される。
以上のシステムは、魔女に関する仕様を除き、以降のシリーズ作品でも共通している。
Nintendo Switch版では2人同時プレイに対応しており、勇者と魔女をそれぞれ操作する。

## 魔女と勇者II
『魔女と勇者II』（まじょとゆうしゃ に、英題: Witch & Hero 2）は、RSFが開発したアクションゲーム。iOSとニンテンドー3DS、Nintendo Switch版が配信された。このうちiOS版は配信を終了している。

### ストーリー
メデューサとの戦いから1年が経過し、魔女と勇者は平穏な生活を送っていた。その2人のもとに、魔王から果たし状が届いた。挑戦を受けて居城に向かった2人は魔王との対決の時を迎えたが、戦いの中で魔王の攻撃を受け共に氷漬けにされてしまった。
それから時が経ち、あるところで暮らしていたちび魔女とちび勇者は、大魔女から呼ばれ、先の戦いについて伝えられた。ちび勇者は話を聞くなり魔王のもとへ向かったが、その途上で強大な敵に戦いを挑んだ末に命を落としてしまう。後を追って来たちび魔女はちび勇者の姿を見て悲しみ、自身の命の半分を分け与える禁呪を用いてちび勇者を蘇らせた。こうして、ちび魔女とちび勇者の2人は魔女と勇者を助けるため冒険することとなった。

### システム
「ちび勇者」と「ちび魔女」の2人を操作する。ちび勇者は前作の勇者と同様の操作だが、ちび魔女は前作で動けなかった魔女とは違い自由に移動することができる。ただし、移動速度はちび勇者よりも遅い。ちび魔女の体力がなくなるとゲームオーバーになる。
ちび勇者は、ゲームの中盤以降で前作の「せいけん」に加え敵が放つ魔法を吸収する盾「せいたて」を入手する。吸収後は「魔物の血」の入手時と同様に魔法メーターが増加する。
ちび魔女は、高威力かつ敵を貫通する魔法「サンダー」と広範囲魔法の「ブリザード」、そしてゲーム中盤以降はそれぞれの上位種である「ファイア」と「タイフーン」で攻撃する。「ブリザード」と「タイフーン」は移動しながら使用できるが、「サンダー」と「ファイア」の使用時はその場から動けなくなる。このほか、ちび勇者が数回体当たりしないと開かない宝箱を一度の接触で開けられる能力やダウン状態の勇者に接して復帰時間を早める能力も持っている。
前作においてラストボスのメデューサが強すぎるために挫折したプレイヤーが多かったことから、本作の3DS版では、前作のメデューサ戦時点のセーブデータがある3DS本体で起動した際、メデューサ戦の場面からゲームが始まるという「リベンジモード」が搭載されており、大魔女がヒントを教えてくれる。
倒したモンスターは図鑑に掲載されるようになり、倒した数が一定以上になると情報が追加されていくが、閲覧するにはステージ初クリア時にもらえる鍵をモンスター１種につき一つ消費する必要がある。
クリア後に追加される「じげんのとう」は魔女を移動させると時間が減るようになり、ウラモードをクリアすると更に敵が強いヤミモードのコマンドが表示される。

### その他
- 3DS版の発売に合わせ、魔女と勇者関連のイラストを募集するイラストコンテストが開催された[26][1]。
- 3DS版のサウンドトラックがフライハイワークスより2016年6月24日に発売された[27]。

## 魔女と勇者III
『魔女と勇者III』（まじょとゆうしゃ さん、英題: Witch & Hero 3）は、フライハイワークスより2017年12月27日に発売されたニンテンドー3DS用アクションゲーム。

### ストーリー
魔王との戦いから1年が経過し、ちび魔女とちび勇者は大魔女とともに暮らしていた。するとそこに復活した魔王が突然現れ、ちび魔女がさらわれてしまう。ちび勇者は急いでその後を追った。
一方、大魔女はちび魔女誘拐の事実を伝えるために魔女と勇者のもとを訪れた。ちび魔女の救出に向かおうとする2人だったが、突如、魔女の体に異変が起きる。かつてメデューサが魔女にかけた呪いが再発し、体が石化してしまったのだ。勇者は石となった魔女を連れて魔王を倒す冒険の旅へ出た。

### システム
1作目と同様に魔女が画面中央で固定され勇者を操作する形式でゲームが進行するが、ゲーム中盤以降ではちび勇者が仲間に加わり、勇者とちび勇者の2人を操作することになる。ちび勇者の操作は、通常のものに加え、勇者の後を追って移動する「勇者についてくる」と魔女の周辺で敵を迎撃する「魔女を守る」の2つの自動操作も設定できる。ちび勇者は勇者よりも移動速度が速く攻撃力と体力が低い。勇者とちび勇者の一方がダウン状態の時にもう一方が接すると自分の体力を分けて即座に復活させることができる。
魔女は1作目と同じく魔法メーターが満タンの時に「ファイア」か「タイフーン」の魔法を使用できる。このうち、ファイアの魔法には照準を自動で敵に合わせる「オートエイム」の機能がある（設定でON/OFF切り替え可）。
ちび勇者の加入後には画面上に「絆メーター」が表示される。このメーターは自動で増加していき、満タンになると「絆のちから」を発動できる。これを用いると、勇者、ちび勇者、魔女の3人を結んだ三角形のエリア内にいる敵を画面端まで弾き飛ばせる（ダメージは与えられない）。
前作までのステージには特別な仕掛けはなかったが、本作のステージには、一部の地面を隠す森の枝葉や、特定方向に押し流される流砂、移動中に大きく滑る氷原が登場する。